# Olympische Geschichte Nicaraguas
| Gelbes Symbol für Goldmedaillen mit stilisierten Olympischen Ringen | Graues Symbol für Silbermedaillen mit stilisierten Olympischen Ringen | Braundes Symbol für Bronzemedaillen mit stilisierten Olympischen Ringen |
| ------------------------------------------------------------------- | --------------------------------------------------------------------- | ----------------------------------------------------------------------- |
| —                                                                   | —                                                                     | —                                                                       |

Nicaragua, dessen NOK, das Comité Olímpico Nicaragüense, 1959 gegründet wurde, nimmt seit 1968 an Olympischen Sommerspielen teil. Nur zu den Sommerspielen 1988 trat man nicht an. An Winterspielen nahm bislang kein Athlet Nicaraguas teil. Jugendliche Athleten nahmen an den bislang ausgetragenen Jugend-Sommerspielen teil. Medaillen wurden bislang nicht gewonnen.
1980 nahm mit der 13-jährigen Schwimmerin Garnet Charwat die jüngste Sportlerin Nicaraguas teil. Ältester Teilnehmer war 2008 mit 40 Jahren der Sportschütze Walter Martínez.

## Übersicht

### Sommerspiele
Die erste Olympiamannschaft Nicaraguas nahm bei den Spielen von Mexiko-Stadt 1968 teil. Die Mannschaft bestand aus Leichtathleten, Boxern und Gewichthebern. Die Boxer Hermes Silva und Alofonso Molina sowie die Leichtathleten Juan Argüello und Francisco Menocal waren am 13. Oktober 1968 die ersten Olympioniken ihres Landes. Die Sprinterin Russell Carrero war am 1. September 1972 die erste Frau Nicaraguas bei Olympischen Spielen. Nicaragua boykottierte 1988 die Spiele von Seoul, um sich mit Nordkorea solidarisch zu zeigen.
Nicaraguanische Athleten nahmen in der Folgezeit in den Sportarten Judo (seit 1972), Radsport und Schwimmen (seit 1976), Ringen und Schießen (seit 1992), Baseball (seit 1996) und Taekwondo (seit 2000) teil.
Erfolgreich war Nicaragua lediglich in der nicht mehr ausgetragenen Sportart Baseball. Beim Turnier 1996 in Atlanta wurde das Land in der Vorrunde Vierter und war damit für das Halbfinale qualifiziert. Das Halbfinalspiel gegen Kuba ging mit 1:8 verloren, das Spiel um Bronze gegen die USA mit 3:10.

### Jugendspiele
Drei jugendliche Sportler, zwei Jungen und ein Mädchen, gingen bei der ersten Austragung von Olympischen Jugend-Sommerspielen 2010 in Singapur im Schwimmen und Ringen an den Start. 
2014 in Nanjing nahmen vier nicaraguanische Athleten, zwei Jungen und zwei Mädchen, teil. Sie traten in der Leichtathletik, im Schwimmen, Ringen und Gewichtheben an. Medaillen konnten bei beiden Veranstaltungen nicht gewonnen werden.

## Übersicht der Teilnehmer

### Sommerspiele
| Jahr      | Athleten           | Athleten           | Athleten           | Flaggenträger       | Sportarten         | Sportarten         | Sportarten         | Sportarten         | Sportarten         | Sportarten         | Sportarten         | Sportarten         | Sportarten         | Sportarten         | Medaillen          | Medaillen          | Medaillen          | Medaillen          | Rang               |
| Jahr      | Gesamt             | Männer             | Frauen             | Flaggenträger       | Leichtathletik     | Boxen              | Gewichtheben       | Judo               | Radsport           | Schwimmen          | Ringen             | Schießen           | Baseball           | Taekwondo          |                    |                    |                    | Total              | Rang               |
| --------- | ------------------ | ------------------ | ------------------ | ------------------- | ------------------ | ------------------ | ------------------ | ------------------ | ------------------ | ------------------ | ------------------ | ------------------ | ------------------ | ------------------ | ------------------ | ------------------ | ------------------ | ------------------ | ------------------ |
| 1896–1964 | nicht teilgenommen | nicht teilgenommen | nicht teilgenommen | nicht teilgenommen  | nicht teilgenommen | nicht teilgenommen | nicht teilgenommen | nicht teilgenommen | nicht teilgenommen | nicht teilgenommen | nicht teilgenommen | nicht teilgenommen | nicht teilgenommen | nicht teilgenommen | nicht teilgenommen | nicht teilgenommen | nicht teilgenommen | nicht teilgenommen | nicht teilgenommen |
| 1968      | 11                 | 11                 | 0                  | Donald Vélez        | 7                  | 3                  | 1                  |                    |                    |                    |                    |                    |                    |                    |                    |                    |                    |                    |                    |
| 1972      | 8                  | 7                  | 1                  | Donald Vélez        | 5                  | 2                  |                    | 1                  |                    |                    |                    |                    |                    |                    |                    |                    |                    |                    |                    |
| 1976      | 15                 | 15                 | 0                  | Frank Richardson    | 5                  | 1                  | 2                  | 2                  | 4                  | 2                  |                    |                    |                    |                    |                    |                    |                    |                    |                    |
| 1980      | 5                  | 3                  | 2                  | Xiomara Larios      | 2                  | 2                  |                    |                    |                    | 1                  |                    |                    |                    |                    |                    |                    |                    |                    |                    |
| 1984      | 5                  | 5                  | 0                  | Gustavo Herrera     |                    | 3                  | 2                  |                    |                    |                    |                    |                    |                    |                    |                    |                    |                    |                    |                    |
| 1988      | nicht teilgenommen | nicht teilgenommen | nicht teilgenommen | nicht teilgenommen  | nicht teilgenommen | nicht teilgenommen | nicht teilgenommen | nicht teilgenommen | nicht teilgenommen | nicht teilgenommen | nicht teilgenommen | nicht teilgenommen | nicht teilgenommen | nicht teilgenommen | nicht teilgenommen | nicht teilgenommen | nicht teilgenommen | nicht teilgenommen | nicht teilgenommen |
| 1992      | 8                  | 7                  | 1                  | Magdiel Gutiérrez   | 1                  | 2                  | 2                  |                    | 2                  |                    | 1                  | 1                  |                    |                    |                    |                    |                    |                    |                    |
| 1996      | 26                 | 25                 | 1                  | Walter Martínez     | 2                  |                    |                    | 2                  |                    | 1                  |                    | 1                  | 20                 |                    |                    |                    |                    |                    |                    |
| 2000      | 6                  | 4                  | 2                  | Walter Martínez     | 1                  |                    | 1                  |                    |                    | 2                  |                    | 1                  |                    | 1                  |                    |                    |                    |                    |                    |
| 2004      | 5                  | 2                  | 3                  | Svitlana Kashchenko | 2                  |                    |                    |                    |                    | 2                  |                    | 1                  |                    |                    |                    |                    |                    |                    |                    |
| 2008      | 6                  | 3                  | 3                  | Alexis Argüello     | 2                  |                    | 1                  |                    |                    | 2                  |                    | 1                  |                    |                    |                    |                    |                    |                    |                    |
| 2012      | 6                  | 3                  | 3                  | Osmar Bravo         | 2                  | 1                  | 1                  |                    |                    | 2                  |                    |                    |                    |                    |                    |                    |                    |                    |                    |
| 2016      | 5                  | 3                  | 2                  | Rafael Lacayo       | 1                  |                    | 1                  |                    |                    | 2                  |                    | 1                  |                    |                    |                    |                    |                    |                    |                    |
| Gesamt    | Gesamt             | Gesamt             | Gesamt             | Gesamt              | Gesamt             | Gesamt             | Gesamt             | Gesamt             | Gesamt             | Gesamt             | Gesamt             | Gesamt             | Gesamt             | Gesamt             | 0                  | 0                  | 0                  | 0                  | -                  |

### Winterspiele
| Jahr      | Athleten           | Athleten           | Athleten           | Flaggenträger      | Sportarten         | Medaillen          | Medaillen          | Medaillen          | Medaillen          | Medaillen          |
| Jahr      | Gesamt             | m                  | w                  | Flaggenträger      | Sportarten         |                    |                    |                    | Gesamt             | Rang               |
| --------- | ------------------ | ------------------ | ------------------ | ------------------ | ------------------ | ------------------ | ------------------ | ------------------ | ------------------ | ------------------ |
| 1924–2018 | nicht teilgenommen | nicht teilgenommen | nicht teilgenommen | nicht teilgenommen | nicht teilgenommen | nicht teilgenommen | nicht teilgenommen | nicht teilgenommen | nicht teilgenommen | nicht teilgenommen |
| Gesamt    | Gesamt             | Gesamt             | Gesamt             | Gesamt             | Gesamt             | 0                  | 0                  | 0                  | 0                  | -                  |

### Jugend-Sommerspiele
| Jahr   | Athleten | Athleten | Athleten | Flaggenträger    | Sportarten | Sportarten | Sportarten     | Sportarten   | Medaillen | Medaillen | Medaillen | Medaillen | Medaillen |
| Jahr   | Gesamt   | m        | w        | Flaggenträger    | Schwimmen  | Ringen     | Leichtathletik | Gewichtheben |           |           |           | Gesamt    | Rang      |
| ------ | -------- | -------- | -------- | ---------------- | ---------- | ---------- | -------------- | ------------ | --------- | --------- | --------- | --------- | --------- |
| 2010   | 3        | 2        | 1        | Fabiola Espinoza | 2          | 1          |                |              |           |           |           |           |           |
| 2014   | 4        | 2        | 2        |                  | 1          | 1          | 1              | 1            |           |           |           |           |           |
| Gesamt | Gesamt   | Gesamt   | Gesamt   | Gesamt           | Gesamt     | Gesamt     | Gesamt         | Gesamt       | 0         | 0         | 0         | 0         | -         |

### Jugend-Winterspiele
| Jahr      | Athleten           | Athleten           | Athleten           | Flaggenträger      | Sportarten         | Medaillen          | Medaillen          | Medaillen          | Medaillen          | Medaillen          |
| Jahr      | Gesamt             | m                  | w                  | Flaggenträger      | Sportarten         |                    |                    |                    | Gesamt             | Rang               |
| --------- | ------------------ | ------------------ | ------------------ | ------------------ | ------------------ | ------------------ | ------------------ | ------------------ | ------------------ | ------------------ |
| 2012–2016 | nicht teilgenommen | nicht teilgenommen | nicht teilgenommen | nicht teilgenommen | nicht teilgenommen | nicht teilgenommen | nicht teilgenommen | nicht teilgenommen | nicht teilgenommen | nicht teilgenommen |
| Gesamt    | Gesamt             | Gesamt             | Gesamt             | Gesamt             | Gesamt             | 0                  | 0                  | 0                  | 0                  | -                  |

## Medaillengewinner

### Goldmedaillen
Bislang (Stand 2017) keine Medaillengewinner

### Silbermedaillen
Bislang (Stand 2017) keine Medaillengewinner

### Bronzemedaillen
Bislang (Stand 2017) keine Medaillengewinner